# Philharmonic Hall

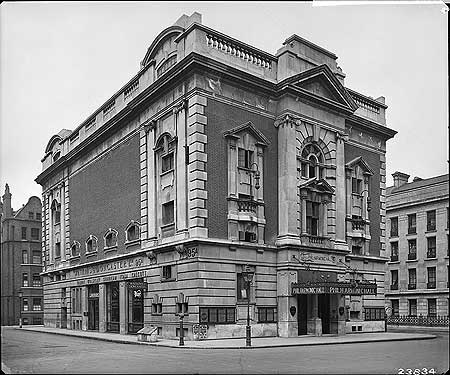
La Philharmonic Hall come appariva nel 1917

La Philharmonic Hall, 97 Great Portland Street, Londra, fu costruita nel 1907-1908 per sostituire la St James's Hall che sorgeva in Regent Street. L'edificio fu poi utilizzato dalla BBC e conosciuto come Brock House. Ora è affittato a The Office Group.

## Posizione

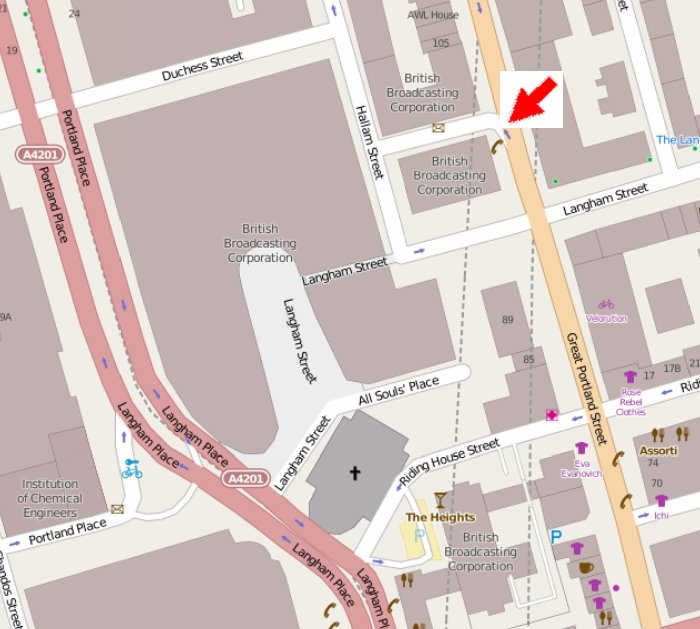
Il sito della Philharmonic Hall/Brock House (indicato dalla freccia)

La Hall occupa l'intera area delimitata da Langham Street, Hallam Street, Gildea Street e Great Portland Street. L'edificio oggi ha un indirizzo al 19 di Langham Street e l'ingresso principale è sul lato ovest dell'edificio situato in quella strada.

## Storia
La Philharmonic Hall fu costruita sul sito dell'ex Chiesa di San Paolo (un tempo nota come la Portland Chapel) per sostituire la St James's Hall di Regent Street che era stata demolita nel 1905. La prima pietra fu posta dal Lord Mayor di Londra il 20 aprile 1907 e l'edificio fu inaugurato il 25 aprile 1908 con una serie di concerti promenade della neonata Orchestra St. James's Hall.
Nel 1914 la sala aveva cambiato nome in Philharmonic e una guida di Ward Lock a Londra prodotta poco dopo la fine della prima guerra mondiale (1918) riportava che la sala era "usata principalmente per spettacoli cinematografici".
Nel 1917 la sala fu fotografata come proprietà di Howard de Walden di cui era allora, e potrebbe ancora essere, una parte. La foto mostra che veniva proiettato il film Intolerance e che al piano terra al numero 95A c'era una concessionaria di automobili con il nome di Watkins e Doncaster Limited. Great Portland Street fino alla seconda guerra mondiale era conosciuta come una delle "Motor Row" di Londra per via degli oltre 30 saloni di esposizione di auto nella strada.

## Eventi

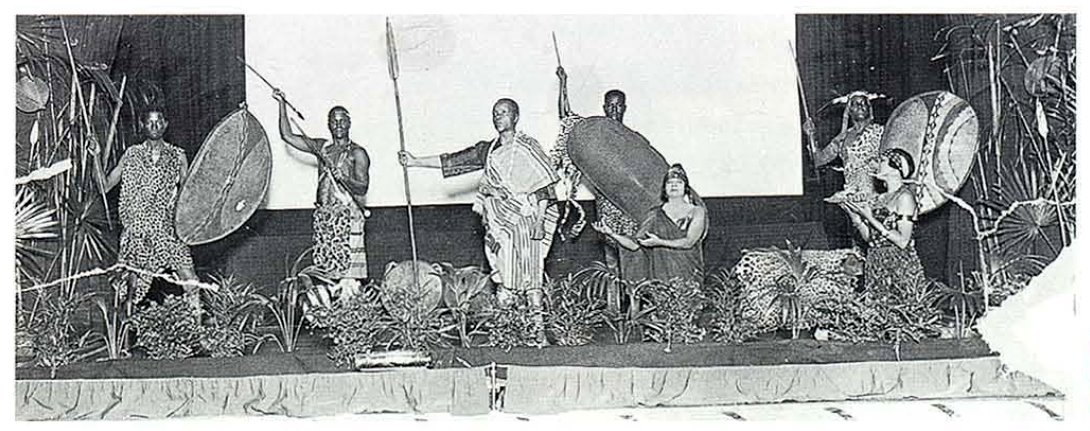
Una scena dello spettacolo teatrale La culla del mondo, 1923

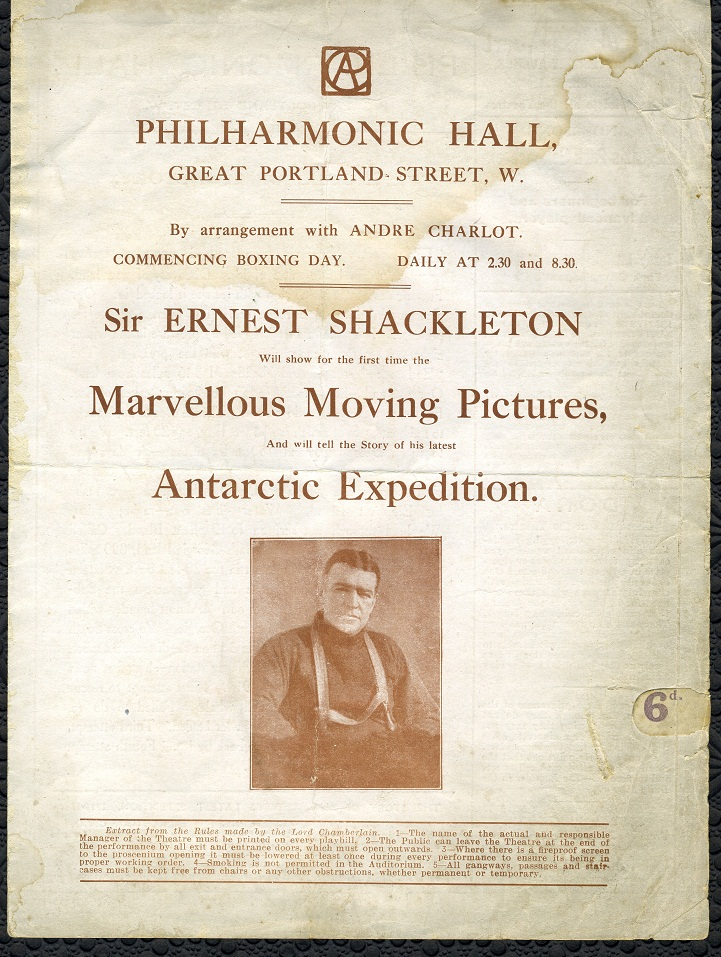
Programma per il film della spedizione antartica di Shackleton

La Hall presentava una varietà di materiale, compresi concerti e film, ma sviluppò una specializzazione nei film di viaggio da regioni remote. Spesso questi erano accompagnati da un commento o una conferenza da qualcuno collegato al film.
- Nel 1919 la Southern Syncopated Orchestra, alla quale a volte viene attribuito di aver introdotto di Jazz in Gran Bretagna, si esibì nella sala.[9] L'orchestra era arrivata in Gran Bretagna all'inizio di quell'anno per un tour europeo ed ebbe un notevole successo alla Philharmonic Hall e altrove. Furono complimentati per il loro variegato repertorio e si esibirono per il principe di Galles (poi re Edoardo VIII) a Buckingham Palace.[10][11]
- Nel marzo 1919 Herbert Ponting parlò "raccontando la trama del" film With Captain Scott in the Antarctic (Con il Capitano Scott nell'Antartico).[12]
- Più tardi nel 1919 il film di Lowell Thomas With Allenby in Palestine (Con Allenby in Palestina) fu proiettato fino alla fine dell'anno.[13]
- L'esploratore Ernest Shackleton apparve lì dal dicembre 1919 al maggio 1920 fornendo un commento o una conferenza per accompagnare il film muto e le diapositive della sua spedizione in Antartide[14] che erano state precedentemente esposte alla Royal Albert Hall.[13] Le apparenze erano necessarie per raccogliere fondi per pagare spedizioni precedenti e future. L'evento fu pubblicizzato tanto quanto l'apparizione di una celebrità come dimostrazione di un'opera nota perché le diapositive e le porzioni di film esposte non avevano ancora ricevuto un nome o una loro identità a parte le parole di Shackleton. L'affitto della sala costava 200 sterline a settimana e Shackleton impiegò due operatori, uno per le diapositive e uno per il cinema, a 10 sterline ciascuno a settimana.[13]
- Nel 1922 furono proiettati documentari intitolati Wildest Africa[15] e Through Romantic India.[16]
- Nel 1923 George Lattimore pubblicizzò con Pathé, Cradle of the World (La culla del mondo), il "film di viaggio più meraviglioso ed elettrizzante mai proiettato". In una lettera al panafricanista W.E. Du Bois, Lattimore riferì che stava facendo un "lancio di successo" alla Philharmonic Hall.[17] In effetti, lo spettacolo ricevette recensioni piuttosto indifferenti[18] e durò appena un mese. Lo spettacolo, che pare fosse basato almeno in parte sull'Africa selvaggia, comprendeva un interludio musicale per ravvivare l'ambiente durante le manovre tecniche e riempire le pause durante il cambiamento della pellicola. Sol Plaatje, il primo Segretario Generale del Congresso Nazionale Nativo sudafricano (in seguito il Congresso Nazionale Africano), che aveva disperatamente bisogno di soldi, fu reclutato da Lattimore per assumere il ruolo di un appartenente a una tribù africana.[19]

## Utilizzo della BBC
La Philharmonic Hall era una delle oltre venti sedi prese in considerazione per la nuova sede della British Broadcasting Corporation nel 1927. Il sito fu scartato come quartier generale e nel 1932 la BBC's Broadcasting House fu aperta dall'altra parte di Hallam Street. La Philharmonic Hall divenne un edificio della BBC noto come Brock House. L'esterno ora è molto cambiato con una facciata e finestre diverse e uno spazio aggiuntivo aggiunto sul tetto.
Durante la seconda guerra mondiale l'edificio fu la sede del dipartimento di drammatizzazione della BBC Radio. Oggi è stato utilizzato principalmente per l'amministrazione e il BBC Mechanical Workshop, anche se l'edificio non è più utilizzato dalla BBC ed è programmato che venga ristrutturato come un boutique hotel. Tuttavia dal 2018 è stato trasformato in uffici per The Office Group.